# Selve Automobilwerke
La Selve Automobilwerke fu una casa automobilistica tedesca attiva dal 1919 al 1934.
La sede era a Altena in Vestfalia e assieme alla casa motoristica Basse & Selve fece parte delle società di Gustav Selve (28 febbraio 1842 - 7 novembre 1909).

## Storia
L'azienda trae le sue origini dalla marca Basse & Selve, costruttrice di motori per automobili, motociclette, barche e anche per aerei.
La Basse & Selve forniva motori a vari costruttori automobilistici tra i quali la Otto Beckmann & Co., la Mannesmann Automobil-Werk KG e la Heim.
Il figlio di Gustav Selve, Walther (25 luglio 1876 - 5 gennaio 1948), diventato "Dottore honoris causa" nel 1919 ed inventore del pistone in alluminio (acquisì anche il titolo di barone nel 1918 in seguito al suo matrimonio con la nobile Else Wieland avvenuto nel 1910), prese il timone dell'impresa alla morte del padre.
A seguito dell'inizio della prima guerra mondiale, nel 1914, Ernst Lehmann, ingegnere tedesco, già alla Daimler poi direttore tecnico del costruttore belga La Métallurgique dal 1903 al 1914, dovette rientrare in Germania e fu assunto come direttore tecnico della Selve.
Successivamente all'armistizio, nel 1919, l'azienda dell'ingegnere Walther von Selve assorbì la N.A.W. (Norddeutsche Automobilwerke), fondata nel 1907, che produceva le vetture Colibri e Sperber e trasformò la ragione sociale in Selve Automobilwerk Gmbh (S.A.R.L.) e poi nel 1922 in Selve Automobilwerk AG (S.A.) e s'installò a Hameln/Weser; a sud ovest di Hannover per costruire automobili con il proprio marchio. All'epoca la fabbrica aveva 700 dipendenti, una dimensione ragguardevole per quegli 'anni.
Anche per questo motivo, nel 1926, (anno della fusione tra la Daimler e la Benz), la Selve Automobilwerke AG, fu chiamata a costruire il prototipo della prima Mercedes-Benz type G1 (W103), insieme alla ditta Horch, per la nuova Daimler-Benz AG.
Nonostante queste credenziali, la Selve Automobilwerke AG risentì della grande depressione e fu costretta a chiudere nel 1934, due anni dopo la società consorella Basse und Selve che fabbricava motori.

## Modelli prodotti
| Tipo          | Periodo   | Cilindri   | Cilindrata | Potenza         | V max    |
| ------------- | --------- | ---------- | ---------- | --------------- | -------- |
| 6/20 PS       | 1919–1921 | 4 in serie | 1570 cm³   | 20 PS (14,7 kW) | 70 km/h  |
| 8/30 PS       | 1920–1921 | 4 in serie | 2086 cm³   | 30 PS (22 kW)   | 90 km/h  |
| 6/24 PS       | 1921–1923 | 4 in serie | 1570 cm³   | 24 PS (17,7 kW) | 70 km/h  |
| 8/32 PS       | 1922–1925 | 4 in serie | 2086 cm³   | 32 PS (23,5 kW) | 90 km/h  |
| 8/40 PS Sport | 1923–1925 | 4 in serie | 2091 cm³   | 40 PS (29 kW)   | 100 km/h |
| 9/36 PS       | 1926–1927 | 4 in serie | 2360 cm³   | 36 PS (26,5 kW) | 83 km/h  |
| 11/45 PS      | 1927      | 6 in serie | 2850 cm³   | 45 PS (33 kW)   | 90 km/h  |
| 12/50 PS      | 1928      | 6 in serie | 3096 cm³   | 50 PS (37 kW)   | 90 km/h  |
| Selecta       | 1929      | 6 in serie | 3096 cm³   | 50 PS (37 kW)   | 90 km/h  |

### Selve 6/20 PS e 6/24 PS

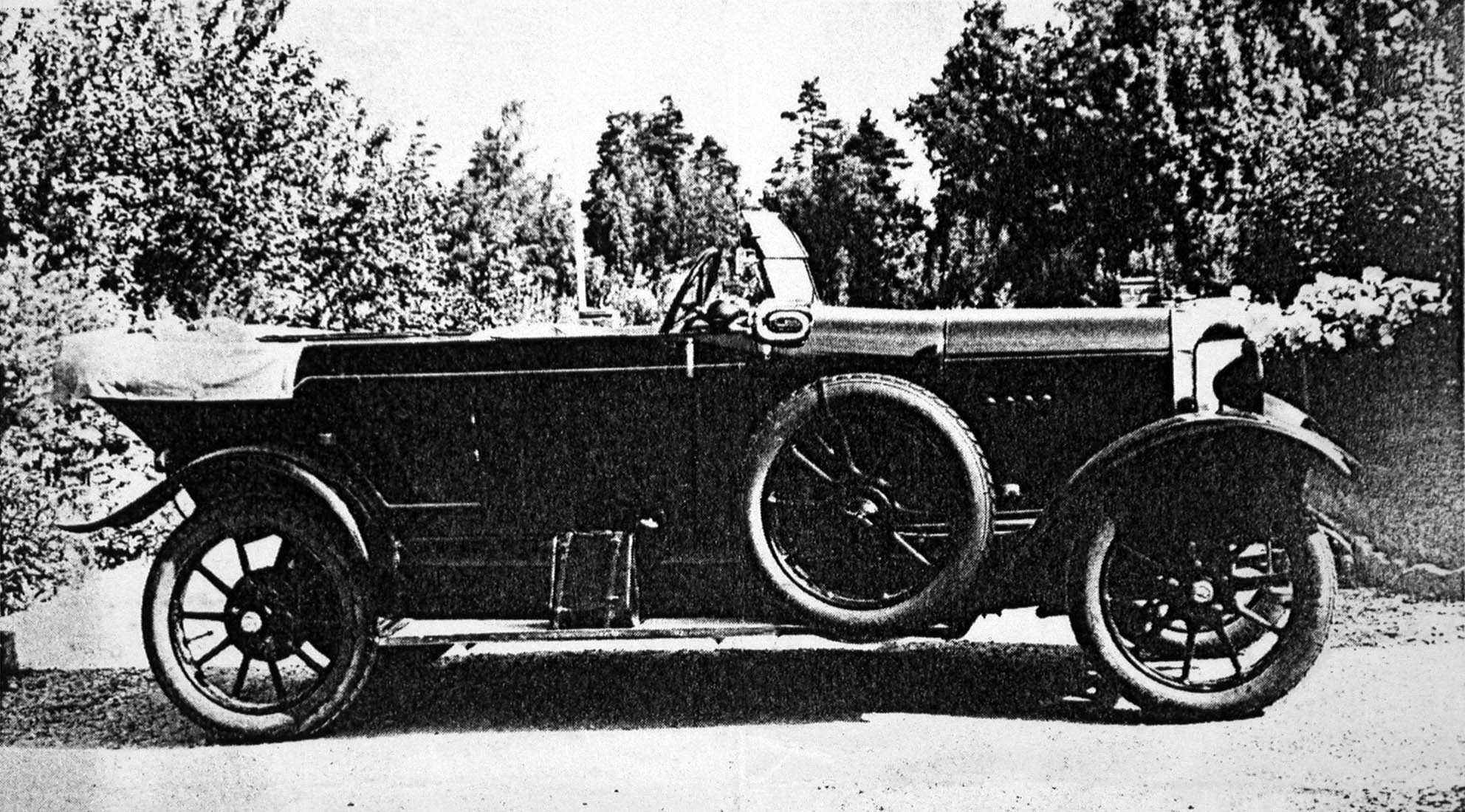
Selve 6/24 PS, modello 1919-1920, torpedo, con carrozzeria di serie.

Nel 1919 esce la prima automobile Selve, la 6/20 PS (PS per pferdesträke HP o CV), si trattava di un modello scoperto equipaggiato con un motore a 4 cilindri in linea di 1570 cm³ a valvole laterali e pistoni in alluminio che sviluppava 20 CV e commercializzato tra il 1919 e il 1921. Il cambio di velocità a quattro rapporti era ancora separato dal motore e sistemato su un piccolo telaio aggiunto. La potenza fu portata in seguito a 24 cv sulla 6/24 PS prodotta tra il 1921 e il 1923.

### Selve 8/30 PS e 8/32 PS

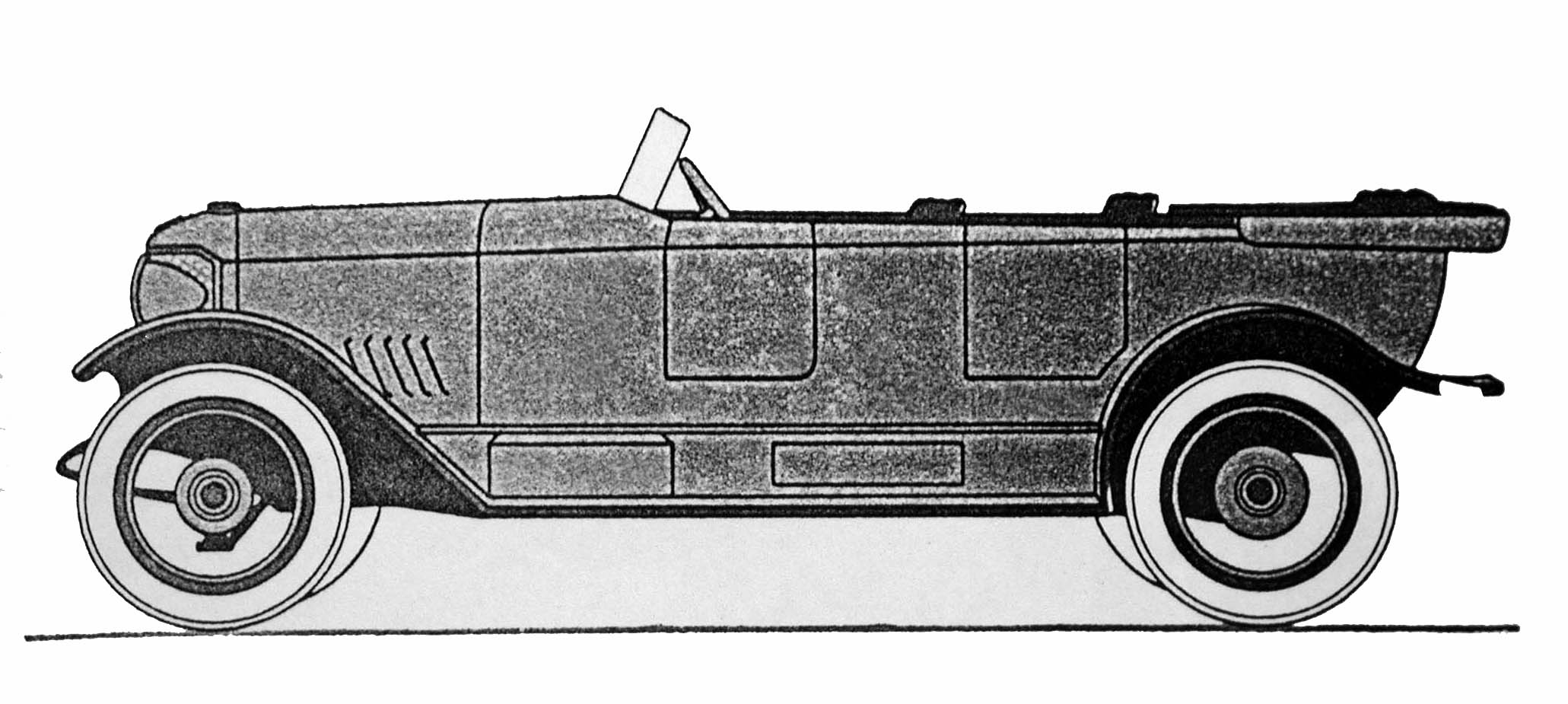
Selve 8/32 PS, 1922-1925, phaéton, carrozzeria di serie International

Il secondo modello, anch'esso scoperto, chiamato 8/30 PS, apparve nel 1920 con un motore di 2086 cm³ e una potenza di 30 cv. Tra il 1922 e il 1925 la potenza fu portata a 32 cv e di conseguenza il nome divenne 8/32 PS.
Queste vetture, veloci e potenti per l'epoca, conobbero rapidamente un buon successo grazie alle loro prestazioni.
Oltre a Ernst Lehmann, la Selve reclutò altri due ingegneri reputati, erano Karl Slevogt, proveniente dalla Apollo, entrato nel 1925 come direttore della marca e Paul Heinz.
Nel periodo tra il 1921 e il 1926 furono costruite anche vetture sportive e da corsa basate sui modelli di serie con i motori a 4 cilindri di 1570 cm³ a valvole laterali e di 2086 cm³, i cui telai erano stati accorciati e equipaggiati da carrozzerie leggere a due posti.
Tra il 1921 e il 1922, queste vetture gareggiarono sul famoso circuito dell'Avus, pilotate da Lehman e Koster.

### Selve 8/40 PS e SL 40

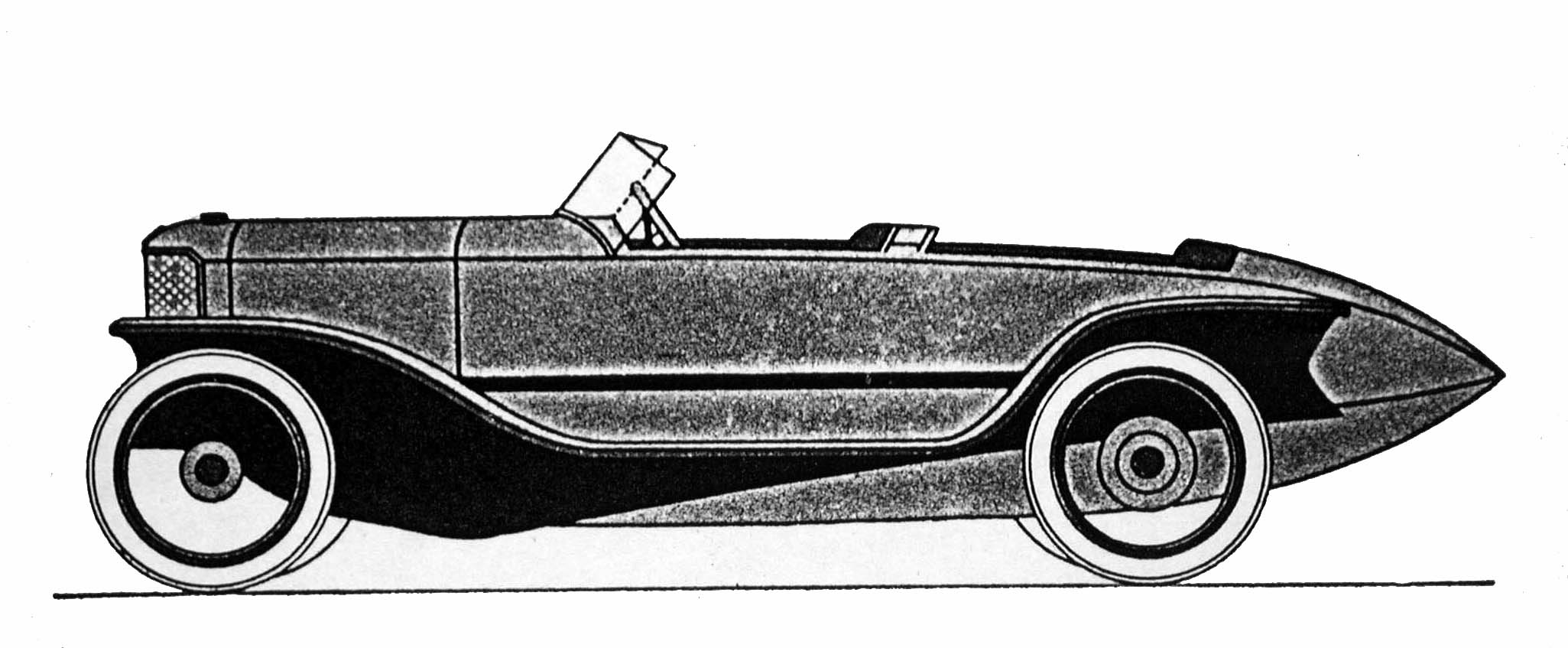
Selve 8/40 PS Sport, type SL 40

A seguito di questa esperienza fu commercializzato, tra il 1923 e il 1925, il modello sportivo 8/40 PS dotato di un quattro cilindri di 2091 cm³ con 40 cv a 2500 giri/min.
La 8/40 PS divenne in seguito 9/40 PS e la cilindrata fu portata a 2352 cm³, questo modello fu anche disponibile in versione potenziata a 65 cv.
Verso il 1925, dal momento dell'assunzione di Karl Slevogt, cominciarono ad essere sviluppate delle auto sportive e da corsa migliorate.
Come aveva già fatto presso la Apollo, Slevogt utilizzò carrozzerie aerodinamiche e motori più potenti e più adatti alle esigenze delle gare. Le Selve sportive concepite da Slevogt, quale la SL 40, erano equipaggiate con un motore a quattro cilindri di 2091 cm³ (alesaggio 77,8mm × corsa 110mm) e di valvole in testa che sviluppava una potenza di 65 cv a 3000 giri/min per una velocità massima di 140 km/h.
Tuttavia i telai rimanevano pesanti e le Selve non brillarono mai nelle gare di velocità. Furono al contrario le corse in salita che le diedero la maggior parte dei successi. Ad ogni modo a partire dal 1926, queste vetture sparirono dai circuiti tedeschi.

### Selve 9/36 PS

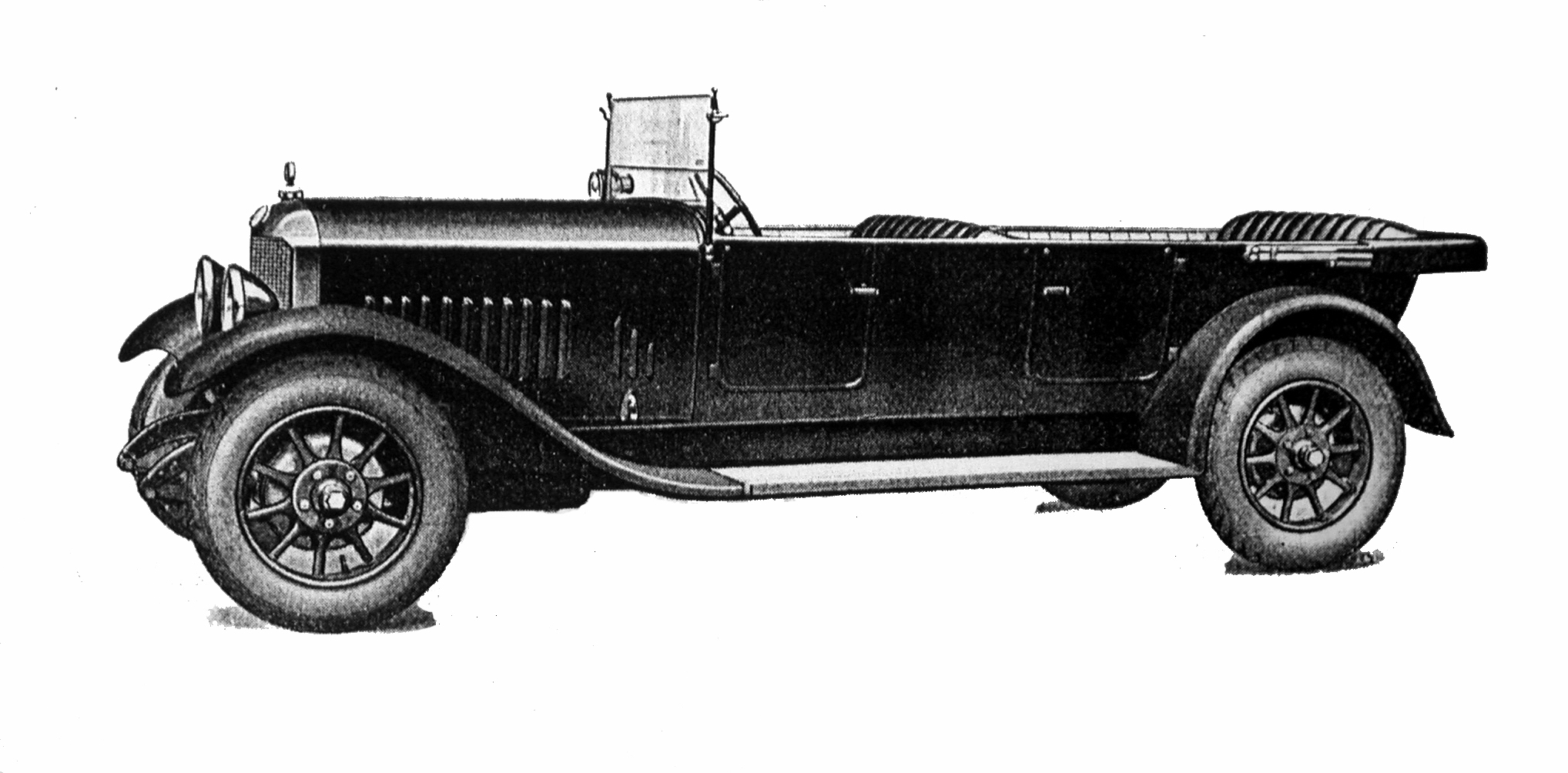
Selve, 9/36 PS, 1926-1927

Nel 1926 apparve la 9/36 PS, ultima automobile scoperta della marca, dotata di un quattro cilindri di 2360 cm³ con 36 cv a 2800 giro/min e cambio a tre marce, con una velocità massima di 86 km/h.

### Selve 11/45 PS

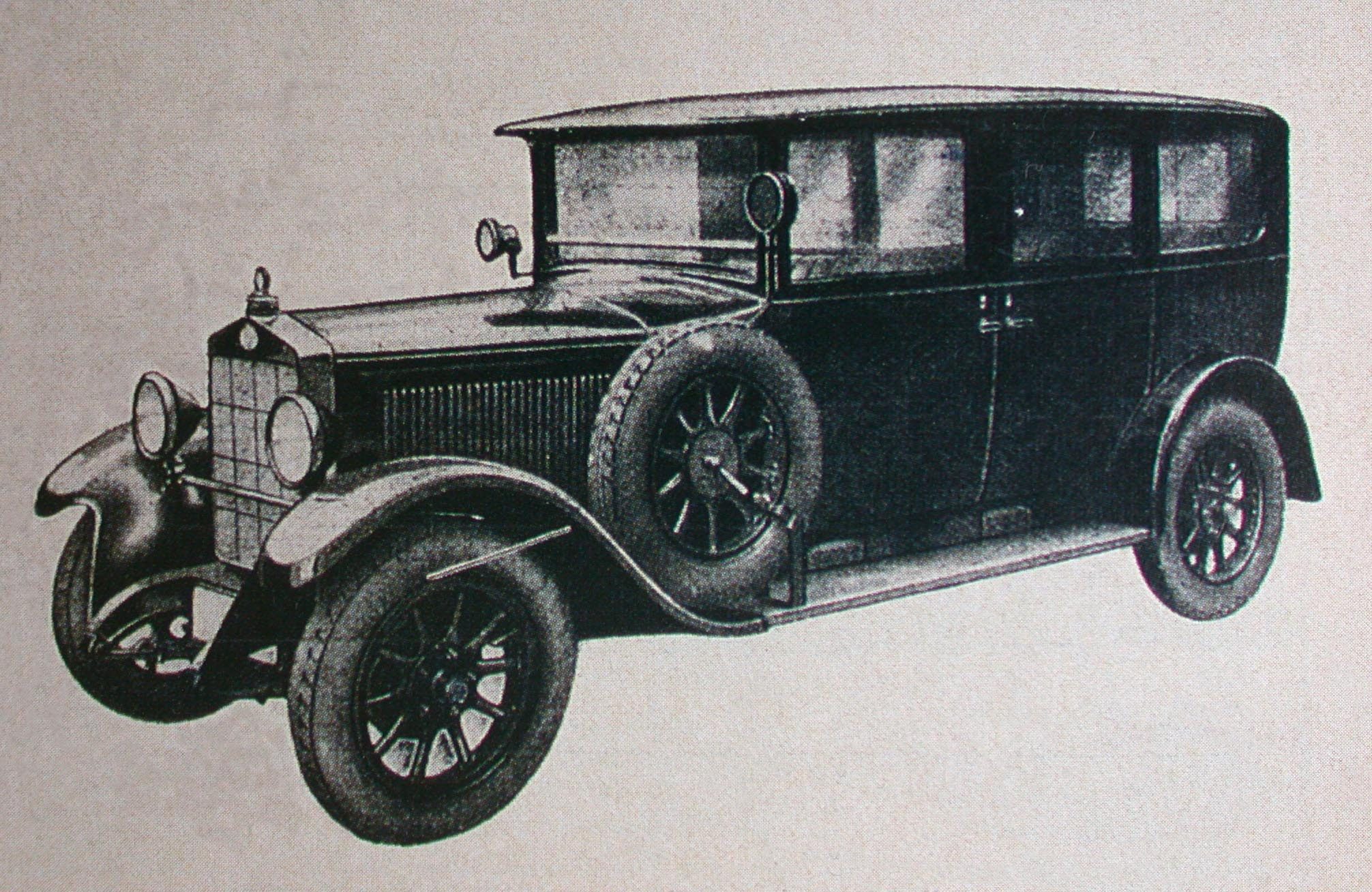
Selve 11/45 PS Limousine 1927, 6-7 posti

La prima berlina chiusa a tre vetri laterali o «limousine», la 11/45 PS, uscì nel 1927, dotata anche del primo motore a sei cilindri della Casa di 2850 cm³ e con una potenza di 45 cv a 2800 giri/min, cambio a tre rapporti e una velocità massima di 90 km/h.

### Selve 12/50 PS
Fu seguita nel 1928 dalla 12/50 PS, sei cilindri di 3096 cm³, 50 cv a 3000 giri/min.

### Selve Selecta

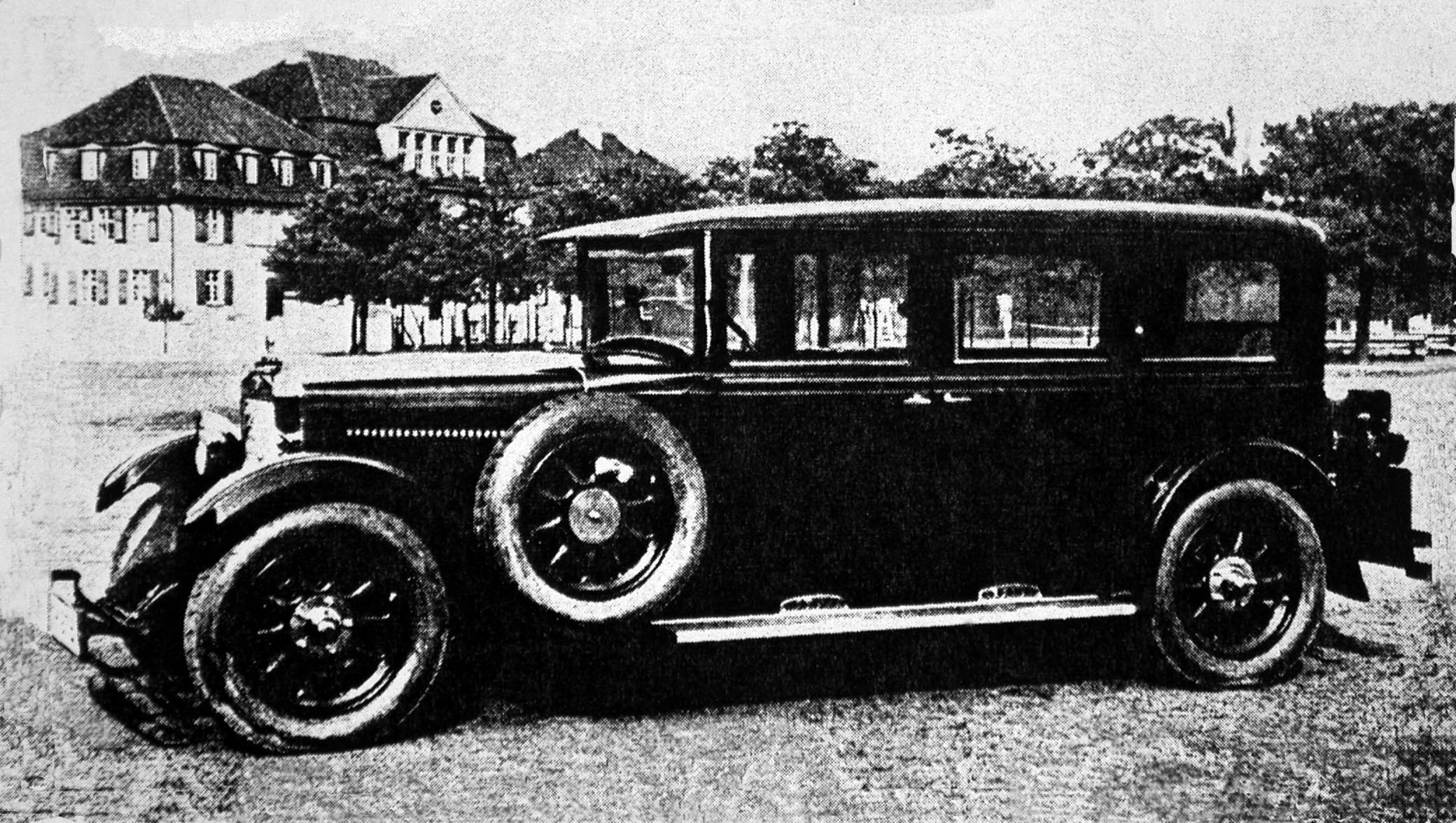
Selve 12/50 Sélecta, limousine pullman 7 posti, 1928

L'ultima limousine prodotta fu la Selecta del 1929 dotata dello stesso motore della precedente e ugualmente di un cambio a tre marce.
Di questo modello la Selve presentò al salone dell'automobile di Berlino del 1928 una Selecta sperimentale sei cilindri a trazione anteriore progettata da Paul Heinz ma che sfortunatamente non fu mai commercializzata.

## Altri veicoli
La Selve costruì anche dei veicoli commerciali e antincendio basati su di un telaio comune dotato del motore 1570 cm³ o 2086 cm³.
Nel 1928, entrò in produzione un curioso veicolo fuoristrada a tre assali e a trasmissione integrale per uso militare.
Concepito da Paul Heinz, pesava una tonnellata e mezza e i tre assali erano a ruote indipendenti, gemellate sull'ultimo posteriore ed era mosso dal motore a sei cilindri di 3096 cm³ di 50 cv della Selve Selecta con un cambio a otto velocità.